# Хипотеза
Хипотеза (грч. υποθεσις) од подложено, подметање; наслућивање, претпоставка о разлозима, узроцима, силама, законима, односима која служи за решење проблема, за испуњавање празнина искуства, за успостављање веза, за опојмљивање закономерности; хипотезом се назива таква објашњавајућа претпоставка посебно онда када јој се признаје неки вероватносни садржај. Да би хипотеза била научна хипотеза, научни метод захтева да неко може да је тестира. Научници углавном заснивају научне хипотезе на претходним запажањима која се не могу на задовољавајући начин објаснити доступним научним теоријама. Иако се речи „хипотеза” и „теорија” често користе као синоними, научна хипотеза није исто што и научна теорија. Радна хипотеза је привремено прихваћена хипотеза предложена за даља истраживања, у процесу који почиње образованим нагађањем или мишљу.
Начини ли се претпоставка само као покушај, да би се решио неки проблем, говори се о радној хипотези; ако се она не признаје као исправна, али се ипак показује као практично целисходна за обраду неког проблема, тада се говори о фикцији.
Уколико је реч о теоријски недоказивом, али за спровођење неке замисли неопходном наслућивању, тада је на делу постулат, или, у случају да примењене појмове не затичемо, него сами производимо, поставка. Хипотеза треба да се поткрепи (поткрепљивање, верификација).

## Хипотеза у математици
У математици, хипотеза је математички исказ који изгледа да је вероватно тачан, али његова тачност није формално доказана по правилима математичке логике. Када се нека хипотеза формално докаже, она добија статус теореме, и може се даље користити без ризика у конструкцији других формалних математичких доказа. Све до тада, сваки доказ у коме се користи хипотеза и сам резултује хипотезом све док се не разреши статус хипотезе коришћене у доказу.
Чувена хипотеза је до скора била Велика Фермаова теорема. Она је вековима погрешно називана теоремом, јер је Пјер Ферма тврдио да ју је доказао. Више од три стотине година, доказивање ове теореме је мучило математичаре, док Ендру Вајлс није пронашао доказ крајем 20. века. Још неке познате хипотезе су Риманова хипотеза, П=НП проблем, Колацова хипотеза, Поенкареова хипотеза (доказана) и Појина хипотеза (оповргнута).

## Употребе
У својој древној употреби, хипотеза се односила на сажетак радње класичне драме. Реч хипотеза потиче од старогрчке речи ὑπόθεσις hypothesis чији је дословни или етимолошки смисао „стављање или стављање испод“ и стога у проширеној употреби има многа друга значења укључујући „претпоставку“.
У Платоновом Менону (86е–87б), Сократ сецира врлину методом коју користе математичари, методом „истраживања из хипотезе“. У том смислу, 'хипотеза' се односи на паметну идеју или на пригодан математички приступ који поједностављује гломазне прорачуне. Кардинал Белармин је дао чувени пример ове употребе у упозорењу које је Галилеју издао почетком 17. века: да кретање Земље не сме да третира као стварност, већ само као хипотезу.
У уобичајеној употреби у 21. веку, хипотеза се односи на провизиону идеју чија вредност захтева процену. За правилну евалуацију, креатор хипотезе треба да дефинише специфичности у оперативном смислу. Хипотеза захтева више рада од истраживача да би је потврдио или оповргнуо. С временом, потврђена хипотеза може постати део теорије или повремено може прерасти да постане сама теорија. Нормално, научне хипотезе имају форму математичког модела. Понекад, али не увек, могу се формулисати и као егзистенцијални искази, наводећи да нека посебна инстанца феномена који се испитује има нека карактеристична и узрочна објашњења, која имају општи облик универзалних исказа, наводећи да свака инстанца феномена има особене карактеристике.
У предузетничкој науци, хипотеза се користи за формулисање привремених идеја унутар пословног окружења. Формулисана хипотеза се затим процењује када се докаже да је хипотеза „тачна“ или „нетачна“ кроз експеримент оријентисан на проверљивост или фалсификат.
У постављању хипотезе, истражитељ тренутно не сме да зна исход теста или да је у разумној мери у току истрага. Само у таквим случајевима експеримент, тест или студија потенцијално повећавају вероватноћу да се покаже истинитост хипотезе.‍:pp17,49–50 Ако истраживач већ зна исход, то се рачуна као „последица“ — и истраживач је то већ требало да размотри док је формулисао хипотезу. Ако неко не може да процени предвиђања посматрањем или искуством, хипотезу треба да тестирају други који дају запажања. На пример, нова технологија или теорија могу учинити неопходне експерименте изводљивим.

## Научне хипотезе
Људи називају пробно решење проблема хипотезом, која се често назива „образована претпоставка“, јер даје предложени исход на основу доказа. Међутим, неки научници одбацују термин „образована претпоставка” као нетачан. Експериментатори могу тестирати и одбацити неколико хипотеза пре него што реше проблем.
Према Шику и Вону, истраживачи који одмеравају алтернативне хипотезе могу узети у обзир:
- Могућност тестирања (упоређивање могућности лажирања као што је горе наведено)
- Штедљивост (као у примени „Окамове бритве“, обесхрабрујући постулацију превеликог броја ентитета)
- Обим – очигледна примена хипотезе на више случајева феномена
- Плодност – могућност да хипотеза може објаснити даље појаве у будућности
- Конзервативизам – степен „усклађености“ са постојећим признатим системима знања.

## Радне хипотезе
Радна хипотеза је хипотеза која је привремено прихваћена као основа за даља истраживања у нади да ће се створити одржива теорија, чак и ако хипотеза на крају не успе. Као и све хипотезе, радна хипотеза се конструише као изјава очекивања, која се може повезати са сврхом експлораторног истраживања у емпиријском истраживању. Радне хипотезе се често користе као концептуални оквир у квалитативним истраживањима.
Привремена природа радних хипотеза чини их корисним као средство за организовање у примењеним истраживањима. Овде они делују као користан водич за решавање проблема који су још увек у формативној фази.<ref>Shields, Patricia M.; Rangarajan, Nandhini (15. 10. 2013). A Playbook for Research Methods: Integrating Conceptual Frameworks and Project Management. New Forums Press. ISBN 978-1-58107-247-1.